# Rivière Poussière
Pour les articles homonymes, voir Poussière (homonymie).
La rivière Poussière est un affluent de la rivière Dumoine. La rivière Poussière coule dans le territoire non organisé du Lac-Nilgaut, dans la municipalité régionale de comté (MRC) Pontiac, dans la région administrative de l'Outaouais, au Québec, au Canada.

## Géographie

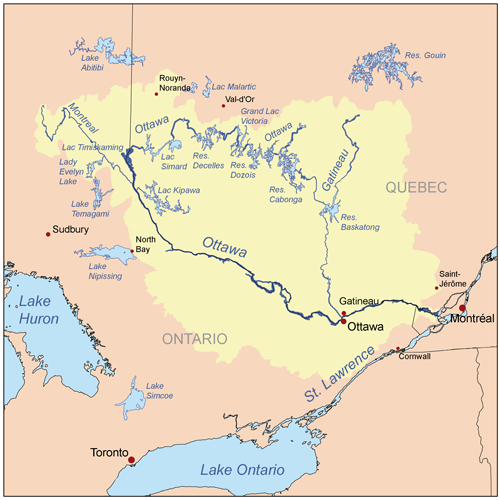
Bassin hydrographique de la rivière des Outaouais.

Les bassins versants voisins de la rivière Poussière sont :
- côté nord : lac Dontenwill ;
- côté est : lac Saint-Patrice, rivière Noire ;
- côté sud : rivière Saint-Cyr, rivière Boom ;
- côté ouest : rivière Dumoine.

Le lac de l'Éclair (longueur : 1,3 km ; altitude : 349 m) constitue le plan d'eau de tête de la rivière Poussière. Ce lac fait partie de la zec de Rapides-des-Joachims. Le lac de l'Éclair est situé à 1,2 km au sud du lac du Méné (altitude : 329 m), à 2,5 km au nord-ouest du lac Champagne (altitude : 344 m) et à 3,1 km à l'est du lac La Truite (altitude : 355 m).
À partir du lac de tête, la rivière coule sur 5,8 km vers le nord-ouest en traversant le lac de l'Élan (altitude : 333 m), jusqu'à la rive sud-est du lac Retty (altitude : 298 m) que le courant traverse sur 1,1 km vers l'ouest. Ce dernier lac reçoit par le nord-est les eaux du Grand lac du Brochet (altitude : 303 m) et du lac Toulter (altitude : 312 m).
À partir de l'embouchure du lac Retty, la rivière coule sur 0,4 km vers le sud-ouest jusqu'à la décharge (venant du sud) du lac Bronson (altitude : 337 m). Puis le courant continue sur 1,4 km vers le nord-ouest jusqu'à la rive sud-est du Petit lac Sheerway (altitude : 267 m) que le courant traverse sur 0,9 km vers le nord. Ce dernier lac reçoit par le côté sud la décharge du lac Sheerway (altitude : 267 m).
À partir du Petit lac Sheerway, la rivière coule sur 4,2 km vers l'ouest jusqu'à la décharge du lac Plouffe, en recueillant au passage les eaux de la rivière Poussière Nord (venant du nord) laquelle draine les eaux du Petit lac Croche (altitude : 276 m) et du lac Croche (altitude : 281 m). Puis la rivière Poussière poursuit son cours vers le nord-ouest sur 6,3 km jusqu'à l'embouchure de la rivière Poussière Ouest, venant du nord.
La rivière parcourt un dernier segment de 5,5 km vers l'ouest jusqu'à sa confluence avec la rivière Dumoine. Cette confluence est située à 25 km au nord de la confluence des rivières Dumoine et des Outaouais.

## Toponymie
L'appellation ruisseau Poussière figure sur des plans d'arpentage de 1912, tracés par Paul Malouin et Paul Joncas. Jadis, ce cours d'eau était désigné par la variante toponymique ruisseau Sheerway.
Le toponyme rivière Poussière a été officialisé le 5 décembre 1968 à la Commission de toponymie du Québec.